# Niszczyciele rakietowe typu Kidd
Niszczyciele rakietowe typu Kidd – seria czterech amerykańskich niszczycieli rakietowych budowanych na zamówienie Iranu. Po wybuchu rewolucji islamskiej okręty  zostały przejęte przez US Navy. W 2001 zostały sprzedane marynarce wojennej Tajwanu. Są czasem określane jako podtyp typu Spruance.
Okręty zyskały przydomek "Nieżyjący admirałowie" ponieważ poszczególnym jednostkom serii nadano imiona po admirałach poległych podczas II wojny światowej.
- USS "Kidd" został nazwany imieniem admirała Isaaca C. Kidda, który zginął na pokładzie okrętu flagowego "Arizona" podczas ataku na Pearl Harbor 7 grudnia 1941.
- USS "Callaghan" został nazwany imieniem admirała Daniela Callaghana, który zginął podczas bitwy pod Guadalcanalem 13 listopada 1942 na pokładzie USS "San Francisco" (CA-38).
- USS „Scott”(inne języki) został nazwany imieniem admirała Normana Scotta, który zginął podczas bitwy pod Guadalcanalem na pokładzie krążownika USS "Atlanta" (CL-51).
- USS "Chandler" został nazwany imieniem admirała Theodore Chandlera, który zginął 7 stycznia 1945 z powodu poparzeń odniesionych po ataku kamikaze na okręt flagowy USS "Louisville" (CA-28).

## Historia
W 1973 Szach Iranu złożył w USA zamówienie na dwie zmodyfikowane jednostki typu Spruance, które miały pełnić służbę w rejonie Zatoki Perskiej i Oceanu Indyjskiego. Zamówienie  poszerzono o 4 jednostki, z których z dwóch ostatecznie zrezygnowano. Po proklamowaniu Islamskiej Republiki Iranu w 1979 Kongres Stanów Zjednoczonych anulował kontrakt, a okręty znajdujące się w różnych fazach budowy zostały przejęte przez US Navy. Okręty były budowane w stoczni Ingalls Shipbuilding w Pescagoulla. Okręty z uwagi na silne uzbrojenie  były wykorzystywane głównie do przeciwlotniczej obrony zespołów floty. Jako zadanie drugorzędne przeznaczono dla nich zwalczanie okrętów podwodnych.